# La Cabeza de Béjar
La Cabeza de Béjar es un municipio y localidad española de la provincia de Salamanca, en la comunidad autónoma de Castilla y León. Se integra dentro de la comarca de la Sierra de Béjar. Pertenece al partido judicial de Béjar.
Su término municipal está formado por un solo núcleo de población, ocupa una superficie total de 13,91 km² y según los datos demográficos recogidos en el padrón municipal elaborado por el INE en el año 2017, cuenta con una población de 72 habitantes.

## Geografía
Integrado en la comarca de Sierra de Béjar, se sitúa a 58 kilómetros de Salamanca. El término municipal está atravesado por la Autovía Ruta de la Plata (A-66) y por la carretera nacional N-630, entre los pK 396 y 397, además de por carreteras locales que conectan con Santibáñez de Béjar y Fuentes de Béjar. 
El relieve del municipio está definido por un altiplano en el que sobresalen algunas elevaciones en forma de cerros y pequeñas sierras. El arroyo Pizarroso discurre por el territorio camino del río Tormes. La altitud oscila entre los 1204 metros (pico Carrasquera) y los 940 metros a orillas del arroyo. El pueblo se alza a 1036 metros sobre el nivel del mar. 
| Noroeste: Fuentes de Béjar              | Norte: Guijo de Ávila | Nordeste: Guijo de Ávila     |
| Oeste: Fuentes de Béjar y Nava de Béjar |                       | Este: Santibáñez de Béjar    |
| Suroeste: Nava de Béjar                 | Sur: Nava de Béjar    | Sureste: Santibáñez de Béjar |

## Historia
Tenemos noticia de una mujer (llamada Isabel García Martín) por la que el rey Alfonso VIII de Castilla concedía tierras a la ciudad de Ávila en 1193, y le señalaba como frontera, del lado de Occidente, el conocido todavía hoy con el nombre de Arroyo de la Mula. Reza de esta manera: "Luego, desde lo alto del puerto de Xerit hasta el lugar donde nace Corpedumne (el río Cuerpo de Hombre); de aquí abajo, donde pasa la calzada que está en Corpedumne (Calzada de la Plata); después por la Calzada del "arroyo de la Mula"; desde el arroyo de la Mula abajo hasta donde cae en el Tormes".
El Arroyo de la Mula es un regatillo que atraviesa la pequeña cuesta por la que, viniendo de Béjar, se sube hacia Guijuelo. Nace en el alto de Tonda y bordeando las tierras de Guijuelo, la Cabeza y el Guijo de Ávila, por este pueblo rinde sus aguas al Tormes. El Arroyo de la Mula seguirá siendo punto de referencia para señalar, mirando hacia el norte, los límites de la futura Comunidad de Villa y Tierra de Béjar y de la nueva Diócesis de Plasencia.
Sabemos que la Reconquista, por lo que toca a Ávila, es decir, de parte de Castilla, había llegado hasta aquí, hasta los límites naturales de la Cabeza: pasando el arroyo de la Mula, se entraba en tierras del Reino de León en las que por Salvatierra se llegaba a la ciudad de Salamanca. De este modo, La Cabeza, con toda la Tierra de Béjar, era de Castilla. Del castillo, puesto defensivo y a la vez de vigilancia, y del asentamiento que se iba formando a su alrededor, sale, pues, el nombre de la Calzada de Béjar, es decir , principio o comienzo primero del Concejo (o Comunidad de villa y tierra) de Béjar y más tarde de la diócesis de Plasencia. No es simplemente " Cabeza", sino " La Cabeza", lugar en el que, frente al condado de Salvatierra y las tierras de Salamanca, empezaba una nueva demarcación: la de la tierra de Béjar. Puede decirse también que en ese lugar terminaba el Reino de León y empezaba el de Castilla.
Como parte de la comunidad bejarana, tras la pérdida del voto en Cortes de Béjar y su paso a depender de Salamanca en ese aspecto a partir de 1425, hecho favorecido por el paso de Béjar y su territorio a manos de los Zúñiga en 1396, La Cabeza pasó a formar parte del Reino de León, en el que se ha mantenido en las divisiones territoriales de Floridablanca en 1785 y finalmente en la de 1833 en que se crean las actuales provincias, quedando integrado La Cabeza de Béjar en la provincia de Salamanca, dentro de la Región Leonesa, formando parte del partido judicial de Béjar.

## Geografía humana

### Demografía
Cuenta con una población de 60 habitantes (INE 2024).
| Gráfica de evolución demográfica de La Cabeza de Béjar entre 1842 y 2021                                                                                                |
| |
| Población de derecho según los censos de población del INE Población de hecho según los censos de población del INEEn estos censos se denominaba La Cabeza: 1842 y 1857 |

Según el Instituto Nacional de Estadística, La Cabeza de Béjar tenía, a 31 de diciembre de 2018, una población total de 86 habitantes, de los cuales 46 eran hombres y 40 mujeres. Respecto al año 2000, el censo refleja 106 habitantes, de los cuales 58 eran hombres y 48 mujeres. Por lo tanto, la pérdida de población en el municipio para el periodo 2000-2018 ha sido de 20 habitantes, un 19% de descenso.

### Transporte
El municipio está muy bien comunicado por carretera, por el discurre tanto la nacional N-630 que une Gijón con Sevilla como la autovía Ruta de la Plata que tiene el mismo recorrido que la anterior y cuenta salida en la localidad, permitiendo unas comunicaciones más rápidas del municipio con el resto del país. Destacan además la carretera DSA-170 que surge del entronque con la carretera nacional y permite comunicar con el vecino término de Santibáñez de Béjar en dirección sureste y la carretera DSA-250, continuación de la anterior tras el cruce con la nacional en sentido suroeste y que comunica con Fuentes de Béjar llegando hasta Navalmoral de Béjar.
En cuanto al transporte público se refiere, tras el cierre de la ruta ferroviaria de la Vía de la Plata, que pasaba por el municipio de Guijuelo y contaba con estación en el mismo, no existen servicios de tren en el municipio ni en los vecinos, ni tampoco línea regular con servicio de autobús, siendo la estación más cercana la de Guijuelo. Por otro lado el aeropuerto de Salamanca es el más cercano, estando a unos 59km de distancia.

## Administración y política
| Partido político                              | 2019  | 2019  | 2019       | 2015  | 2015  | 2015       | 2011  | 2011  | 2011       | 2007  | 2007  | 2007       | 2003  | 2003  | 2003       |
| Partido político                              | %     | Votos | Concejales | %     | Votos | Concejales | %     | Votos | Concejales | %     | Votos | Concejales | %     | Votos | Concejales |
| Partido Popular (PP)                          | 56,86 | 29    | 2          | 50,00 | 35    | 2          | 65,00 | 52    | 4          | 46,25 | 37    | 3          | 69,12 | 47    | 4          |
| Partido Socialista Obrero Español (PSOE)      | 39,22 | 20    | 1          | 45,71 | 32    | 1          | 40,00 | 32    | 1          | 35,00 | 28    | 2          | 45,59 | 32    | 1          |
| Unidad Regionalista de Castilla y León (URCL) | —     | —     | —          | —     | —     | —          | —     | —     | —          | —     | —     | —          | 25,00 | 15    | 0          |

## Patrimonio

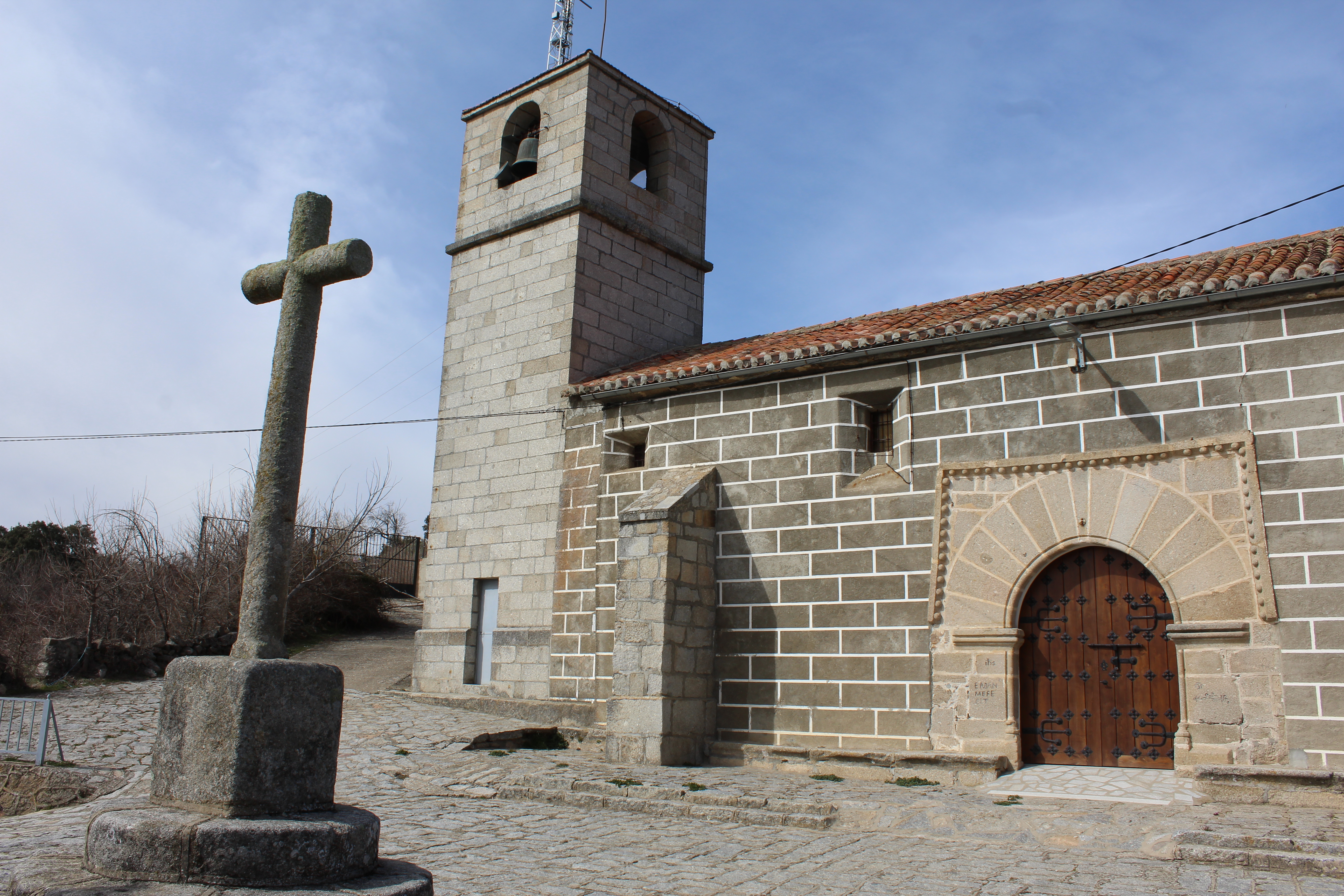
Iglesia de La Purísima Concepción

Iglesia parroquial católica bajo la advocación de La Purísima Concepción, ermita de San Roque, en la Archidiócesis de Mérida-Badajoz, Diócesis de Plasencia, arciprestazgo de Fuentes de Béjar.
Cerro El Castillo y La Atalaya.[cita requerida]